# Good Times
Good Times ist ein Song von Chic, der dem Genre des Disco zuzuordnen ist, aber auch Elemente des Funk enthält. Im Jahr 1979 der letzte Hit für Chic, wurde Good Times in den 80er-Jahren zu einem der am meisten gesampelten Songs der Musikgeschichte.

## Urheberschaft und Aufnahme
Den Text von Good Times schrieb Nile Rodgers, wobei er einige Zeilen aus dem Song Happy Days Are Here Again von Leo Reisman and his Orchestra übernahm. Die prägnante Basslinie stammt von Bernard Edwards. Beide werden im Sinne des Copyrights als gleichberechtigte Songwriter von Good Times geführt. Produziert wurde der Song von Rodgers und Edwards gemeinsam.
An den Aufnahmen für das Album Risqué – das mit Good Times eröffnet wird – waren folgende Musiker beteiligt: 
- Nile Rodgers (Gitarre)
- Bernard Edwards (Bass, Gesang)
- Tony Thompson (Schlagzeug)
- Raymond Jones, Robert Sabino, Andy Schwartz (Keyboard)
- Sammy Figueroa (Percussion)
- Karen Milne, Cheryl Hong, Karen Karlsrud, Valerie Haywood (Streichinstrumente)
- Alfa Anderson, Luci Martin, Fonzi Thornton, Michele Cobbs, Ullanda McCullough (Gesang)

Good Times wurde im Studio Power Station (heute Avatar Studios) in New York eingespielt; Toningenieur war Bob Clearmountain.

## Veröffentlichungen
Erstmals veröffentlicht wurde Good Times im Jahr 1979 vom Label  Atlantic auf Vinyl: Der Song erschien als Single, als Maxi-Single und auf dem Album Risqué. In den folgenden Jahren wurde Good Times auf zahlreichen Kompilationen wiederveröffentlicht, auch als CD.

## Zitate, Samples und Coverversionen
Die beiden bekanntesten Songs, die auf der Basslinie von Good Times basieren, sind Rapper’s Delight von der Sugarhill Gang und Another One Bites the Dust von Queen. Weitere Bands, die Good Times auf diese oder ähnliche Weise zitierten, waren The Clash, Blondie und Daft Punk.
Darüber hinaus wurde Good Times von zahlreichen Musikern, vor allem aus dem Genre des Hip-Hop, gesampelt – dazu gehörten unter anderem:
- LL Cool J
- Sir Mix-a-Lot
- Slick Rick
- Big Daddy Kane
- Bomb the Bass
- Beastie Boys
- Digital Underground
- Public Enemy
- De La Soul
- Boogie Down Productions

Good Times wurde außerdem mehrfach gecovert, wobei die eigentümlichste Interpretation sicherlich die des Brythoniaid Male Voice Choir ist. Der walisische Männerchor, bestehend aus 60 älteren Herren, nahm den Song auf, um ein Festival zu bewerben, bei dem auch Chic auftrat. Das Musikvideo avancierte im Jahr 2013 zu einem kleinen Internet-Phänomen.

## Charts und Rezeption
In den Billboard-Single-Charts belegte Good Times im August 1979 Platz 1.
Die Musikzeitschrift Rolling Stone führt Good Times in ihrer aktuellen Liste der 500 besten Songs aller Zeiten als Nummer 229. In das Buch 1001 Songs, die Sie hören sollten, bevor das Leben vorbei ist wurde Good Times als essenziell aufgenommen.

## Trivia
Nile Rodgers beschrieb die Bedeutung des Songs für die Band so: „Good Times war für uns der Höhepunkt unseres musikalischen Schaffens, da kristallisierte sich die Chic-Formel so richtig heraus.“ Und zum Einfluss von Good Times auf den Hip-Hop sagte er: „Wir haben es runtergebrochen auf Bass und Schlagzeug. Das war die Grundlage für die Rapper, für die Hip-Hop-Bewegung – alle Rapper benutzten Good Times für ihre Songs. Good Times lebt immer weiter und weiter.“